# Adermatoglifia

La adermatoglifia se hereda con un patrón autosómico dominante

La a:ermatoglifia es el trastorno dermatológico que consiste en carecer por completo de huellas dactilares.
Este trastorno o afección es una anomalía muy rara de origen genético: un estudio del Hospital Universitario de Basilea (Suiza) y de la Universidad de Tel-Aviv (Israel) sobre el perfil genético de nueve individuos suizos afectados por el problema comparados con el de otros siete familiares completamente sanos ha llegado a la conclusión de que la produce una mutación o error en el gen SMARCAD1. Este gen posee un importante papel regulador en la expresión de varios genes relacionados con el desarrollo y el error genético causa también menor producción de glándulas sudoríparas, característica compartida por todos los individuos afectados. Hasta 2011, sólo se han documentado cuatro familias afectadas por esta mutación en todo el mundo.